# Hanna Rizatdinova
Hanna Serhiїvna Rizatdinova (in ucraino Ганна Сергіївна Різатдінова?; Sinferopoli, 16 luglio 1993) è un'ex ginnasta ucraina, vincitrice della medaglia di bronzo nel concorso individuale alle Olimpiadi di Rio de Janeiro 2016.

## Biografia
Hanna Rizatdinova ha iniziato a praticare la ginnastica ritmica all'età di 5 anni, allenata dalla madre Oksana. Ha iniziato la sua ascesa internazionale vincendo nel 2008 il bronzo nella gara a squadre, categoria junior, ai campionati europei disputati a Torino.
Nel 2011 ha conquistato le sue prime medaglie da senior vincendo il bronzo nella gara a squadre agli europei di Minsk 2011 e un altro bronzo nella gara a squadre ai mondiali di Montpellier 2011. Hanna Rizatdinova ha rappresentato l'Ucraina nella gara individuale alle Olimpiadi di Londra 2012 raggiungendo il decimo posto in finale. L'anno successivo si è rivelato ricco di successi, con due argenti vinti agli europei di Vienna 2013 (gara a squadre e nastro), un argento e tre bronzi vinti alle Universiadi di Kazan', una medaglia d'oro (nel cerchio) e due argenti (nelle clavette e nella palla) vinti ai Giochi mondiali. Sempre nel 2013 si è inoltre laureata per la prima volta campionessa mondiale vincendo l'oro nel cerchio durante i mondiali di Kiev, oltre a conquistare due argenti nella gara all-around e nel nastro.
Reduce da un bronzo nel concorso individuale ai campionati europei di Baku 2014, ai mondiali di Smirne dello stesso anno non è riuscita ad andare oltre i tre bronzi vinti dietro le russe Margarita Mamun e Jana Kudrjavceva, ai quali si aggiunge un quarto bronzo nella gara a squadre dietro la Bielorussia. Anno di grandi aspettative dopo la precedente vittoria del primo titolo mondiale, la stagione 2014 è stata complicata da problemi economici della federazione e dalla difficoltà di allenarsi regolarmente a causa delle conseguenze della crisi della Crimea, oltre ad alcune discutibili decisioni della giuria nell'assegnazione dei punteggi che potrebbero avere penalizzato la ginnasta ucraina.
Il 2015 si è aperto con la medaglia d'argento vinta nelle clavette e un bronzo nella gara a squadre durante gli europei di Minsk. Hanna Rizatdinova ha preso parte anche ai I Giochi europei vincendo due argenti nella palla e nelle clavette. In seguito ha partecipato alle Universiadi di Gwangju 2015 vincendo la medaglia d'oro nelle clavette; nel concorso individuale completo si è piazzata seconda dietro la sudcoreana Son Yeon-jae, un altro argento è poi arrivato nella palla al quale si è aggiunto infine il bronzo nel nastro. Ai mondiali di Stoccarda 2015 Rizatdinova ha avuto un avvio positivo vincendo tre medaglie di bronzo nel cerchio, nelle clavette e nel nastro, ma una serie di errori le ha compromesso il concorso generale relegandola al quinto posto.
In occasione dei Giochi di Rio de Janeiro 2016 Rizatdinova disputa la sua seconda Olimpiade ambendo al podio: riesce a centrare il terzo posto col punteggio 73.583, davanti alle sue principali avversarie Son Yeon-jae (72.898) e Melicina Stanjuta (71.133). Inarrivabili le russe Kudrjavceva e Mamun. L'anno seguente si prende una pausa e il 12 novembre dà alla luce il figlio Roman, decidendo di ritirarsi dall'attività agonistica.

## Palmarès

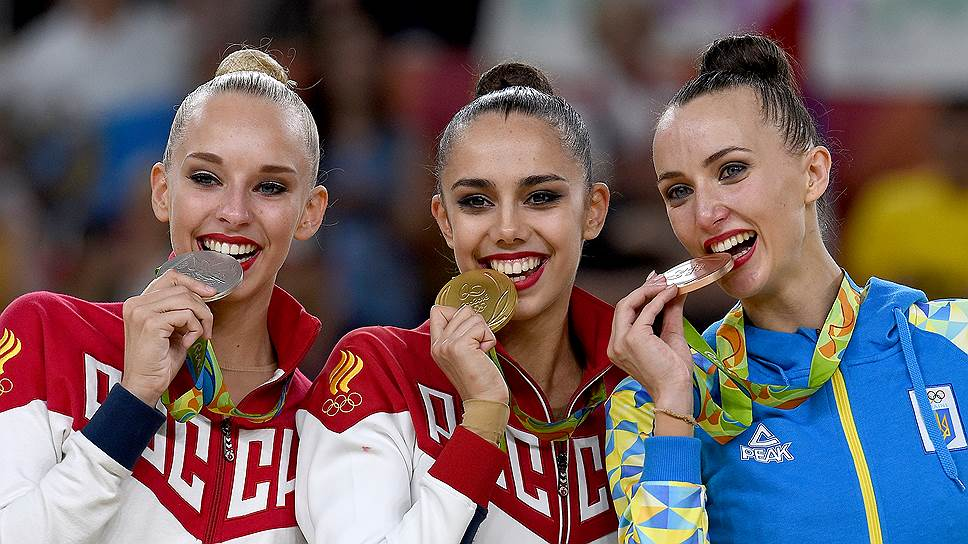
Hanna Rizatdinova (a destra) sul podio alle Olimpiadi di insieme a Jana Kudrjavceva (a sinistra) e Margarita Mamun (al centro).

- Giochi olimpici

Rio de Janeiro 2016: bronzo nel concorso individuale.
- Campionati mondiali di ginnastica ritmica

Montpellier 2011: bronzo nella gara a squadre.
Kiev 2013: oro nel cerchio, argento nella gara all-around e nel nastro.
Smirne 2014: bronzo nelle clavette, nel nastro, nell'all-around e nella gara a squadre.
Stoccarda 2015: bronzo nel cerchio, nelle clavette, nel nastro e nella gara a squadre.
- Campionati europei di ginnastica ritmica

Torino 2008: bronzo nella gara a squadre (junior).
Minsk 2011: bronzo nella gara a squadre.
Vienna 2013: argento nella gara a squadre e nel nastro.
Baku 2014: bronzo nella gara all-around.
Minsk 2015: argento nelle clavette, bronzo nella gara a squadre.
Holon 2016: bronzo nella gara all-around.
- Giochi mondiali

Cali 2013: oro nel cerchio, argento nelle clavette e nella palla.
- Giochi europei

Baku 2015: argento nella palla e nelle clavette.
- Universiadi

Kazan' 2013: argento nelle clavette; bronzo nella gara all-around, nel cerchio e nella palla.
Gwangju 2015: oro nelle clavette, argento nella gara all-around e nella palla, bronzo nel nastro.